# 동상이몽 (2004년 드라마)
《동상이몽》은 2004년 11월 28일부터 2004년 12월 31일까지 OCN에서 방영된 TV 영화이며, OCN에서 제작한 첫 번째 드라마이다.
이 TV 영화는 1편에서 단순히 스쳐지나가는 등장 인물들이 2편에서 5편에 걸쳐 다시 주인공이 되어 이야기를 이어나가는 옴니버스이며, 마지막 6편은 디렉터스컷으로 지금까지 나오지 않던 장면을 이용해서 전체 영화를 종합한 편이다.

한편, 해당 프로그램 방송 당시 대부분의 케이블 채널들이 수입물 방영에 급급하다는 지적을 받아왔는데 케이블TV 개국 초창기에 현대방송 등이 자체제작 드라마를 선보인 사례가 있었지만 외환위기 이후 대부분의 채널들이 자체제작 대신 외화나 지상파 프로그램을 구입해 방영하기도 했다.

## 줄거리
‘깊은 그림’이라는 영화를 찍는 과정에서 감독, 배우지망생, 배우, 음향기사 등 네 명의 여자가 펼치는 사랑과 성에 대해 펼치는 섹시 퍼즐극이다.

## 등장 인물

### 주요 인물
- 임정은 : 나 감독 역
- 허영진 : 연실 역
- 김세인 : 상희 역
- 박마리 : 임지혜 역

### 주변 인물
- 김도연 : 분장팀장 역
- 배용근 : 김형수 역
- 김성일 : 박 기사 역
- 김문수 : 미상 역
- 조주완 : 주환 역
- 김승덕 : 장사치 역
- 김다희 : 아사코 역
- 한철우 : 조 기사 역

### 그 외 인물
- 서지원 : 윤 PD 역
- 이시도 : 이 대표 역
- 김성오 : 촬영 퍼스트 역
- 이용희 : 조감독 역
- 문호진 : 소품팀장 역
- 주우 : 음향기사 역
- 이상화 : 연실 매니저 역
- 이광수 : 메이킹 역
- 김경화 : 효과맨 역
- 김주경 : 기생 역
- 최락진 : 스즈끼 역
- 박진구 : 순사 역
- 이주환 : 붐맨 역
- 송동일 : 라인맨 역
- 허율 : 미상 매니저 역
- 주환철 : 화면 남자 역
- 김인오 : 미술팀장 역
- 김승가 : 스틸 역
- 김태환 : 제작부 막내 역
- 임철호 : 뉴 붐맨 역
- 김동욱 : 뉴 라인맨 역
- 정재동 : 조명 3 역
- 김용민 : 누드 모델 역
- 임성규 : 의상 역
- 이시찬 : 발전차 역